# Lor (zespół muzyczny)
Lor – polski zespół muzyczny wykonujący muzykę folkową oraz alternatywną. Grupa powstała w 2015 roku w Krakowie, w jej skład wchodzą Jagoda Kudlińska, Julia Skiba, Julia Błachuta oraz Paulina Sumera.

## Dyskografia
- Lowlight (2019)
- Sunlight (2020)
- Panny Młode (2023)
- Żony Hollywood (2024)